# How to Be a Person Like Other People
How to Be a Person Like Other People è l'ottavo album in studio del gruppo musicale inglese Embrace, pubblicato nel 2022.

## Tracce
Testi e musiche di Danny McNamara e Richard McNamara, eccetto dove indicato.

1. Death Is Not the End – 6:34
2. We Are It – 3:46
3. Up – 4:22
4. Remember Me – 3:41 (Richard McNamara, Sarah Walk)
5. The Terms of My Surrender – 6:33
6. Run Away with Me – 3:58
7. Rubble – 4:43 (Danny McNamara, Mickey Dale)
8. How to Be a Person Like Other People – 5:51
9. I Miss You – 4:18
10. For Kate – 3:26 (Danny McNamara, Mickey Dale)

## Formazione
Embrace
- Danny McNamara – voce
- Richard McNamara – chitarra, tastiera, voce
- Mickey Dale – tastiera, cori
- Mike Heaton – batteria, percussioni, cori
- Steve Firth – basso

Altri musicisti
- Nicole Hope Smith – cori
- Ellen Benn – cori
- James Smith – cori
- Ella McNamara – cori

## Classifiche
| Classifica (2022) | Posizione raggiunta |
| ----------------- | ------------------- |
| Regno Unito       | 9                   |